# Bramo 323
Bramo 323 Fafnir byl 9válcový hvězdicový letecký motor používaný během druhé světové války, jehož konstrukce byla založena zkušenostech firem Siemens/Bramo s licenčními motory Bristol Jupiter.

## Použití
- Arado Ar 196
- Arado Ar 232
- Blohm & Voss BV 222
- Dornier Do 17
- Dornier Do 24
- Focke-Achgelis Fa 223
- Focke-Wulf Fw 200
- Henschel Hs 126
- Junkers Ju 352

## Specifikace (BMW 323A)

### Technické údaje
- Typ: 9válcový, vzduchem chlazený, hvězdicový motor
- Vrtání: 154 mm
- Zdvih: 160 mm
- Objem válců: 26,82 l
- Délka: 1 420 mm
- Průměr: 1 388 mm
- Suchá hmotnost: 550 kg

### Součásti
- Palivový systém: vstřikování
- Palivo: 87 oktanový benzín
- Chladicí soustava: chlazení vzduchem

### Výkony
- Výkon:
  - 670 kW (900 k) při 2 500 ot./min na úrovni moře, vzletový výkon
  - 745 kW (1000 k) ve výšce 3 100 m
- Měrný výkon: 27,8 kW/l
- Poměr výkon/hmotnost: 1,36 kW/kg
- Kompresní poměr: 6,4:1
- Měrná spotřeba paliva: 0,348 kg/(kW·h)